# Finn Wolfhard
Finn Wolfhard (Vancouver, 23 de desembre de 2002) és un actor canadenc. És conegut per interpretar el personatge de Mike Wheeler a la sèrie més exitosa de Netfix, Stranger Things; i per interpretar també el paper de Richie Tozier a la pel·lícula It del 2017.

## Biografia
Wolfhard té ascendència francesa, jueva i alemanya. El seu pare és un guionista i realitza investigacions sobre les reclamacions de terres aborígens. Té un germà gran, Nick, que és actor de veu.
A partir del 2016 i mentre no està gravant, assisteix a una escola catòlica a Vancouver.
Al 2016, es va estrenar la sèrie de ciència-ficció Stranger Things, produïda per Netflix, en la qual és el protagonista. També va protagonitzar tres vídeos musicals, dues per a la banda canadenca de punk PUP, titulat: "Guilt Trip" i "Sleep In The Heat" on fa del jove Stefan Babcock. Després, un per "Spendtime Palace" titulat "Sonora".
Va prendre el paper del jove Richie Tozier en el remake de la pel·lícula It, estrenat el 2017.

## Filmografia

### Televisió
| Any  | Títol           | Rol           | Notes                                  |
| ---- | --------------- | ------------- | -------------------------------------- |
| 2014 | The 100         | Zoran         | 1 episodi: Many Happy Returns          |
| 2015 | Supernatural    | Jordie Pinsky | 1 episodi: The Lizzie                  |
| 2016 | Stranger Things | Mike Wheeler  | 25 episodis: paper principal           |
| 2017 | Carmen Sandiego | Player        | 9 episodis: paper principal veu en off |

### Pel·lícules
| Any  | Títol               | Rol           | Notes        |
| ---- | ------------------- | ------------- | ------------ |
| 2013 | Aftermath           | Petit Charles | Curtmetratge |
| 2017 | Senora              | Spike         | Curtmetratge |
| 2017 | It                  | Richie Tozier |              |
| 2018 | Dogs Days           | Tyler         |              |
| 2019 | It Chapter Two      | Richie Tozier |              |
| 2022 | Pinotxo (Pinocchio) |               |              |

## Premis i nominacions
| Any  | Premi                      | Categoria                                               | Feina nominada  | Resultat |
| ---- | -------------------------- | ------------------------------------------------------- | --------------- | -------- |
| 2017 | Premis Screen Actors Guild | Oustanding Performance by an Ensemble in a Drama Series | Stranger Things | Guanyat  |
| 2017 | Premis Teop en Choice      | Choice Breakout TV Star                                 | Stranger Things | Nominat  |